# Bataille de Carentan
Seconde Guerre mondiale
Batailles
Opérations de débarquement (Neptune)
- Tonga (Deadstick, Batterie de Merville)
- Albany (Chicago, Manoir de Brécourt)
- Boston (Detroit)
- Utah Beach
- Omaha Beach (Pointe du Hoc)
- Gold Beach
- Juno Beach
- Sword Beach

Secteur anglo-canadien
- Caen
- Authie
- Perch (Villers-Bocage)
- Putot
- Bretteville-l'Orgueilleuse
- Norrey
- Mesnil-Patry
- Martlet
- Epsom
- Windsor
- Charnwood
- Jupiter
- Atlantic
- Goodwood
- Crête de Verrières
- Spring
- Bluecoat
- Totalize
- Tractable

Secteur américain
- Carentan
- Cotentin
- Cherbourg (Bombardement)
- Bataille des Haies (Elle, Saint-Lô, La Haye-du-Puits)
- Cobra
- Mortain

Fin de la bataille de Normandie et libération de l'Ouest
- Rennes
- Saint-Malo
- Brest
- Poche de Falaise
- Chambois
- Paris

Mémoire et commémorations
- Cimetières militaires de la bataille de Normandie
- Commémorations du 70e anniversaire
- Projet UNESCO de classement des plages

La bataille de Carentan est un engagement de la Seconde Guerre mondiale entre les forces aéroportées américaines et la Wehrmacht lors de la bataille de Normandie. Elle eut lieu du 6 au 13 juin 1944 dans les environs de Carentan en France. Théâtre de violents affrontements, la ville est prise le 12 juin, avant que les Allemands ne tentent une dernière et infructueuse contre-attaque.

## Contexte: opérationOverlord
L'objectif des Américains était de consolider les têtes de pont alliées de Utah et Omaha Beach et d'établir une ligne défensive sur le front normand afin de contenir d'éventuelles contre-attaques allemandes. Les Allemands retranchés dans la ville tentèrent de la défendre le plus longtemps possible afin de permettre à leurs renforts d'arriver sur le front et d'ainsi empêcher la 1re armée américaine d'attaquer l'axe Lessay-Périers, ce qui aurait eu pour conséquence de couper le Cotentin.

## L'assaut américain sur Carentan

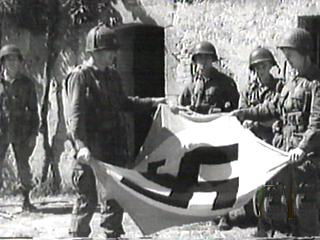
Parachutistes de la aéroportée (3 bataillon/502e régiment). Le lieutenant colonel Robert G Cole (à gauche) et le major Stopka (à droite) exhibent un drapeau capturé à l'ennemi. Ferme Ingouf à Carentan, 12 juin 1944.

Carentan était défendue par le 6e régiment de parachutistes, deux bataillons des légions de l'Est et d'autres éléments des forces allemandes en débâcle après l'opération Overlord qui reçurent l'ordre de défendre la ville jusqu'au bout tandis que la 17e Panzer grenadier division SS Götz von Berlichingen, envoyée en renfort, essayait tant bien que mal d'arriver mais était retardée à cause du manque de carburant ainsi que par les attaques aériennes alliées. La 101e division aéroportée américaine, parachutée le Jour J (6 juin 1944) non loin de Carentan reçut l'ordre de prendre la ville aux Allemands.

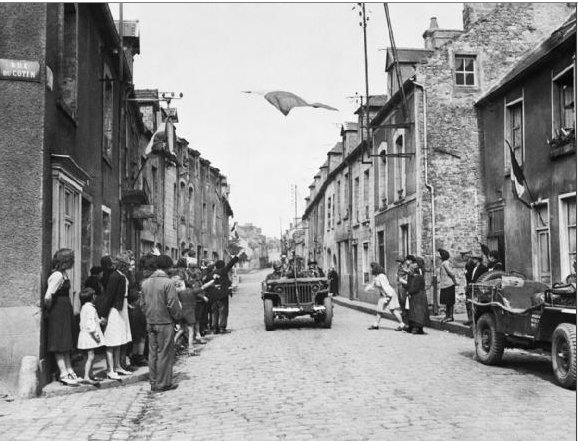
Le drapeau tricolore flotte au-dessus des soldats du 7e corps américain, après deux jours de bataille pour libérer la ville.

Les assauts américains sur Carentan débutent le 10 juin. Deux jours plus tard, le 12 juin, les forces allemandes, à court de munitions, sont contraintes de se retirer de la ville. Le lendemain, la 17e Panzer grenadier division SS Götz von Berlichingen contre-attaque vers les positions de la 101e aéroportée. Cet assaut est d'abord un succès, avant que les forces de la 2e division blindée américaine viennent mettre en déroute les unités allemandes.

## Conséquences et suites
La prise de Carentan permet aux Américains de consolider leurs positions et d'établir une ligne défensive en Normandie, leur donnant ainsi un front continu qui leur permettra de progresser en profondeur dans les terres normandes. Ce sera le début de la bataille des Haies.
Le général commandant la 101e aéroportée Maxwell Davenport Taylor manque de se faire abattre par des tirs de canons allemands de 88 mm lors d'une cérémonie à Carentan le 20 juin 1944. Un obus tue la fillette de quatre ans apportant un bouquet de fleurs au général.

## Dans la culture populaire
- Carentan, le 3e épisode de la série Frères d'armes (Band of Brothers), produite par Steven Spielberg et Tom Hanks en 2001, s'inspire de cette bataille.
- Cette bataille apparaît également dans de nombreux jeux vidéo : - Company of Heroes - Red Orchestra : Darkest Hour -Brothers in Arms: Earned in Blood - Call of Duty 2 - Medal Of Honor - Post Scriptum - Hell Let Loose - Battlefield 1942.